# Hugo Suárez
Hugo Súarez Vaca (Santa Cruz de la Sierra, Bolivia; 7 de febrero de 1982) es un exfutbolista boliviano que jugaba como portero y su último club fue Jorge Wilstermann.
En febrero del año 2021, y luego de 22 años de carrera profesional, decidió retirarse del fútbol y anunció la apertura de una escuela para arqueros.

## Clubes
| Club              | País    | Año         |
| ----------------- | ------- | ----------- |
| Jorge Wilstermann | Bolivia | 2001        |
| Real Santa Cruz   | Bolivia | 2001 - 2002 |
| Jorge Wilstermann | Bolivia | 2004 - 2007 |
| Real Potosí       | Bolivia | 2008        |
| Jorge Wilstermann | Bolivia | 2009        |
| Oriente Petrolero | Bolivia | 2010 - 2012 |
| Jorge Wilstermann | Bolivia | 2012 - 2014 |
| Blooming          | Bolivia | 2014 - 2018 |
| Jorge Wilstermann | Bolivia | 2019 - 2020 |

## Selección nacional
Ha jugado 8 partidos internacionales con la Selección de fútbol de Bolivia.

## Palmarés

### Títulos nacionales
| Título           | Club              | País    | Edición             |
| ---------------- | ----------------- | ------- | ------------------- |
| Primera División | Jorge Wilstermann | Bolivia | Segundo Torneo 2006 |
| Primera División | Oriente Petrolero | Bolivia | Clausura 2010       |
| Primera División | Jorge Wilstermann | Bolivia | Clausura 2019       |